# Spathomeles
Spathomeles es un género de coleóptero de la familia Endomychidae.

## Especies
Las especies de este género son:
- Spathomeles anaglyptus
  - Spathomeles anaglyptus anaglyptus
  - Spathomeles anaglyptus insuspectus
- Spathomeles anceps
- Spathomeles bonthainicus
- Spathomeles darwinista
- Spathomeles decoratus
- Spathomeles dohrnii
- Spathomeles elegans
- Spathomeles frivaldszkyi
- Spathomeles hopei
- Spathomeles lazarus
- Spathomeles moloch
- Spathomeles politus
- Spathomeles retiarius
- Spathomeles rizali
- Spathomeles turritus
- Spathomeles wegneri